# Pierre Miessen
Pierre Miessen (Limburg, 10 mei 1905 - Andrimont, 30 juni 1973) was een Belgisch senator en burgemeester.

## Levensloop
Pierre Miessen was de zoon van een socialistische schroothandelaar en een katholieke textielarbeidster. Hij doorliep lager en middelbaar onderwijs in Dolhain. Tijdens zijn eerste baan in een verzendkantoor behaalde Miessen via avondonderwijs het diploma van boekhouder, waarna hij in 1933 als bediende aan de slag ging bij de Union coopérative van de provincie Luik. Tien jaar later trad hij toe tot de directie van het depot van de coöperatieve in Wesny, waar brood, vlees en steenkool werden opgeslagen. Hij werkte er tot in 1966.
In 1946 werd Miessen voor de PSB verkozen tot gemeenteraadslid van Andrimont en van 1952 tot 1964 was hij er schepen van Openbaar Onderwijs. In januari 1965 werd hij vervolgens burgemeester, een ambt dat hij vervulde tot aan zijn schielijke dood in 1973. Daarnaast was hij vanaf 1955 ondervoorzitter en vanaf 1964 voorzitter van de socialistische federatie van het arrondissement Verviers.
In oktober 1966 volgde hij Henri Pontus op als rechtstreeks gekozen senator voor het arrondissement Verviers. Hij bleef in de Senaat zetelen tot in 1971 en nam er zelden het woord. Wel ondersteunde de eis voor culturele autonomie voor de Duitstalige Gemeenschap en was hij een pleitbezorger van de wettelijke erkenning van  familiehulp.